# Trientalis borealis
Trientalis borealis là một loài thực vật có hoa trong họ Anh thảo. Loài này được Raf. miêu tả khoa học đầu tiên năm 1808.

## Hình ảnh

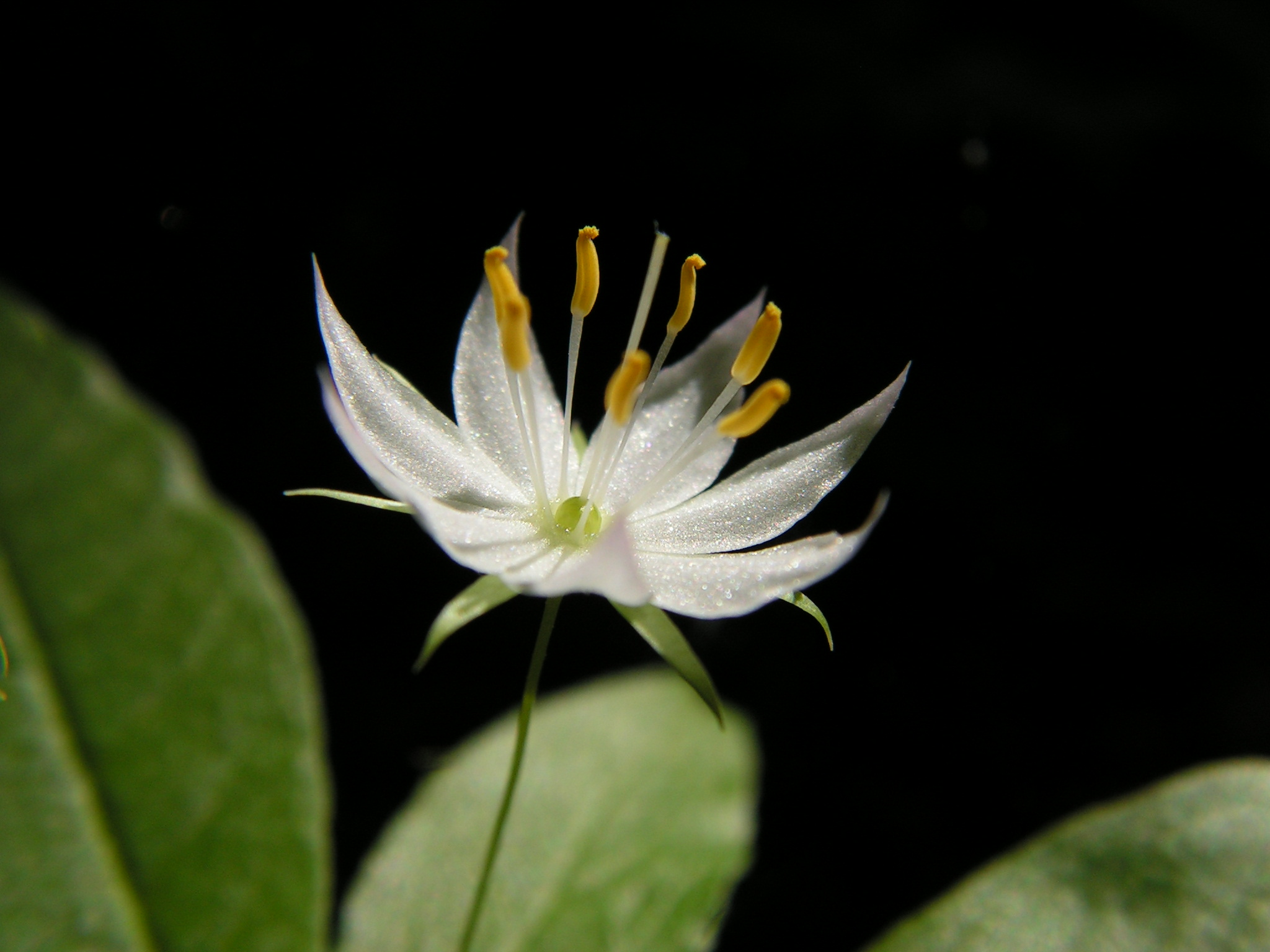
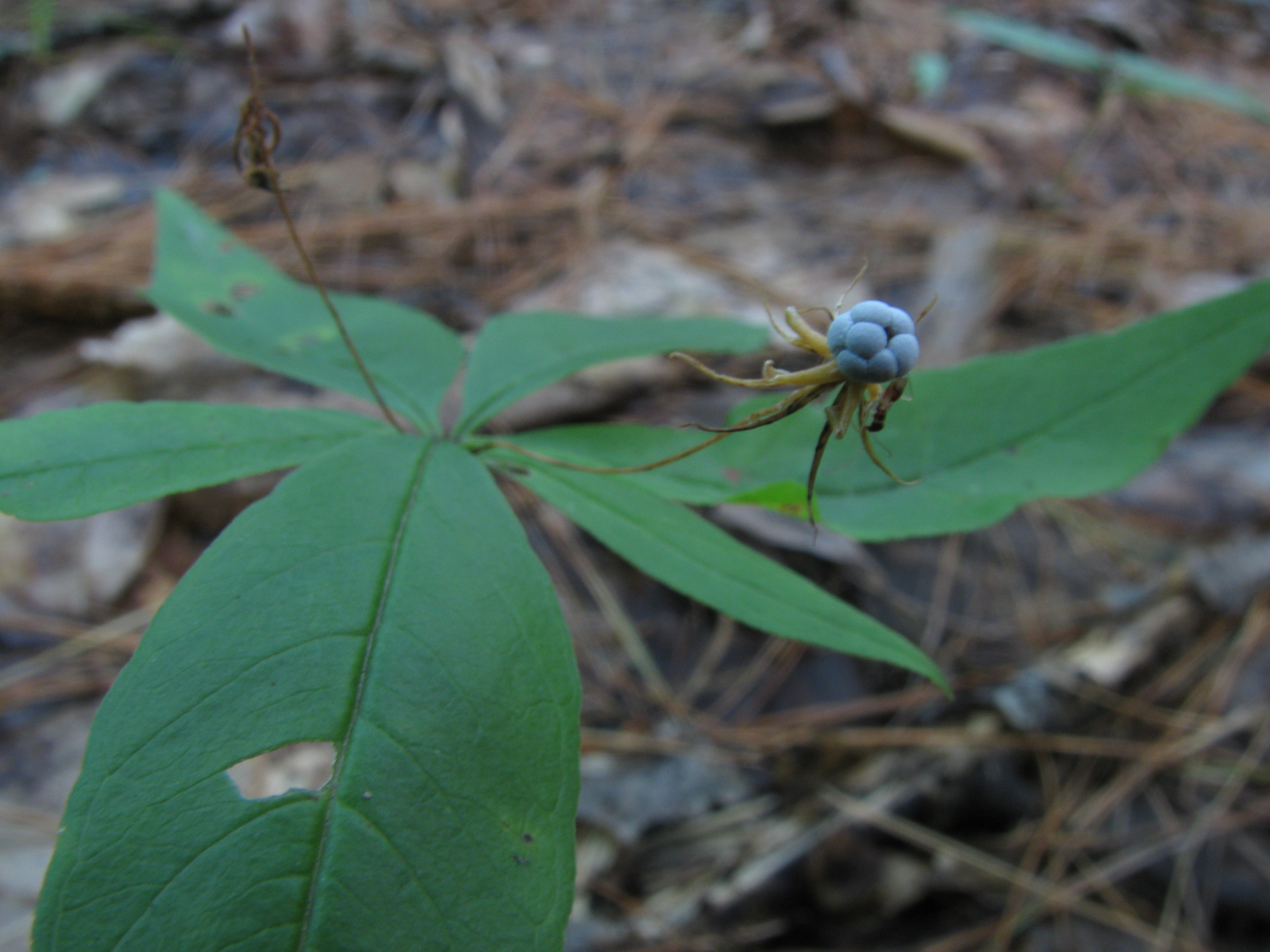